# Tuberolabium brevirhachis
Tuberolabium brevirhachis är en orkidéart som först beskrevs av Louis Otho Otto Williams, och fick sitt nu gällande namn av Jeffrey James Wood. Tuberolabium brevirhachis ingår i släktet Tuberolabium och familjen orkidéer. Inga underarter finns listade i Catalogue of Life.